# Emanuel Kletečka
Emanuel Štěpán Kletečka (26. prosince 1826 Obrátice – 21. srpna 1895 Obrátice) byl rakouský a český politik, v 2. polovině 19. století poslanec Českého zemského sněmu a Říšské rady.

## Život
Vystudoval gymnázium v Jindřichově Hradci a filozofii v Praze. Působil jako politický úředník v Milevsku, Pelhřimově a v Karlíně. Byl statkářem v domovských Obráticích.
V polovině 60. let 19. století, ihned při vzniku okresní samosprávy, se stal okresním starostou v Mladé Vožici. Funkci pak zastával až do své smrti (s výjimkou tříletého období na přelomu 60. a 70. let, kdy nebyl pro své opoziční aktivity v českém národním hnutí potvrzen v úřadu).
V doplňovacích volbách roku 1874 byl zvolen na Český zemský sněm za kurii venkovských obcí (obvod Tábor, Mladá Vožice, Soběslav, Veselí). V rámci tehdejší politiky pasivní rezistence ale funkci poslance fakticky nevykonával, byl pro absenci zbaven mandátu a obhájil jej pak v doplňovacích volbách roku 1875, roku 1876 a 1877. Uspěl pak v řádných volbách roku 1878 a volbách roku 1883. Zastupoval Národní stranu (staročechy).
Zasedal také v Říšské radě (celostátní zákonodárný sbor), kam byl zvolen v prvních přímých volbách roku 1873, kurie městská, obvod Tábor, Pacov, Kamenice atd. Z politických důvodů se nedostavil do sněmovny, čímž byl jeho mandát i přes opakované zvolení prohlášen za zaniklý. Mandát obhájil v řádných volbách roku 1879. Rezignace oznámena na schůzi 5. prosince 1882. Po volbách v roce 1879 se na Říšské radě připojil k Českému klubu (jednotné parlamentní zastoupení, do kterého se sdružili staročeši, mladočeši, česká konzervativní šlechta a moravští národní poslanci).
V zákonodárných sborech se zaměřoval na národohodpodářské otázky. Řada obcí v domovském regionu mu udělila čestné občanství.
Zemřel v srpnu 1895 a byl pohřben v Smilových Horách.